# アルジャーノン・タルマージ

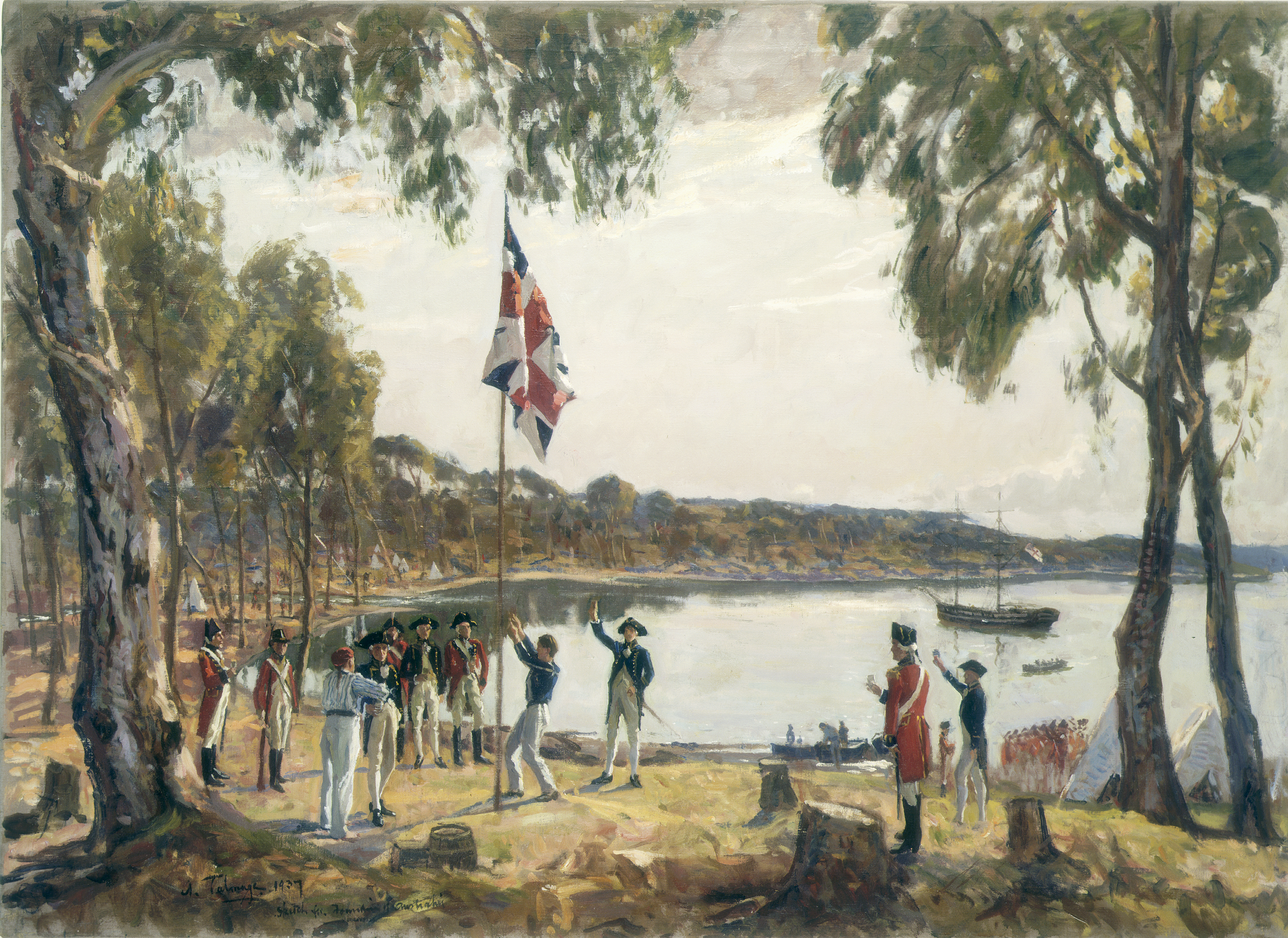
アルジャーノン・タルマージ作「1788年1月のオーストラリアの建国」(1937)

アルジャーノン・タルマージ（Algernon Mayow Talmage RA ROI、1871年2月23日 - 1939年9月14日）は、イギリスの画家である。イギリス、コーンウォール州の海岸の町、セント・アイヴスで活動した印象派の画家のグループ「セント・アイヴス派」の画家の一人である。

## 略歴
オックスフォードシャーのファイフィールド(Fifield)で牧師の息子に生まれた 。幼い頃に銃の事故のため右手が不自由になり、左手で絵を描く事になり、また第一次世界大戦中に軍務につくことは無かった。1892年にハートフォードシャーのブッシー(Bushey)のフーベルト・フォン・ヘルコマーの美術学校で学び、ルーシー・ケンプ＝ウェルチ（Lucy Kemp-Welch: 1869–1958）の指導をうけ、風景画や馬などを描いたとされる。美術学校を卒業すると、コーンウォール州のセント・アイヴスに移り、セント・アイヴス派の画家として活動した。
1896年にコーンウォールの画家、ガートルード・ロー（Gertrude Rowe 1866-1941)と結婚し、2人の娘が生まれた。 
1900年にアルバート・ジュリアス・オルソン（1864-1942）らとセント・アイヴスで美術学校を設立したり、妻のガートルードと美術学校を運営したりした。タルマージはカナダの女性画家、エミリー・カー（1871-1945）や、オーストラリアの画家、ウィル・アシュトン（Will Ashton: 1881–1963) も指導したことで知られている。
1902年にロイヤル・アカデミー・オブ・アーツの会員に選ばれた。1909年にロンドンで最初の個展が開かれた。
1907年にガートルードと離婚し、元学生であった画家のヒルダ・フェアロン（Hilda Fearon: 1878–1917）とロンドンのチェルシーに移ったが結婚はしなかった。
風景画や風景の中の家畜などを描いた。オーストラリア・パイオニア・クラブ（Australasian Pioneers Club）の設立者からの注文されて、1938年がアーサー・フィリップが初代のニューサウスウェールズ州総督に任命されてから150年になるのを記念する絵画「1788年1月のオーストラリアの建国（The Founding of Australia. By Capt. Arthur Phillip R.N. Sydney Cove, Jan. 26th 1788）」という作品も描いた。
1839年にロンドンで亡くなった。

## 作品

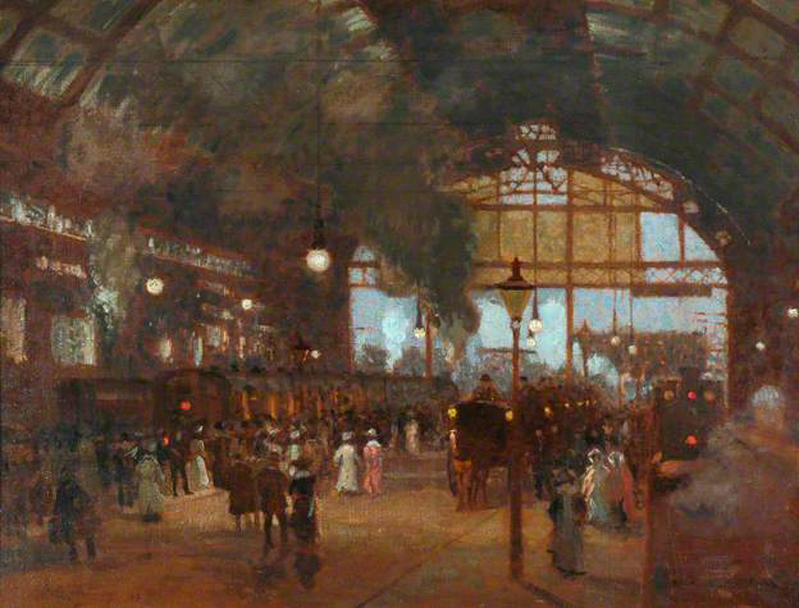
キャノン ストリート駅 (1908)
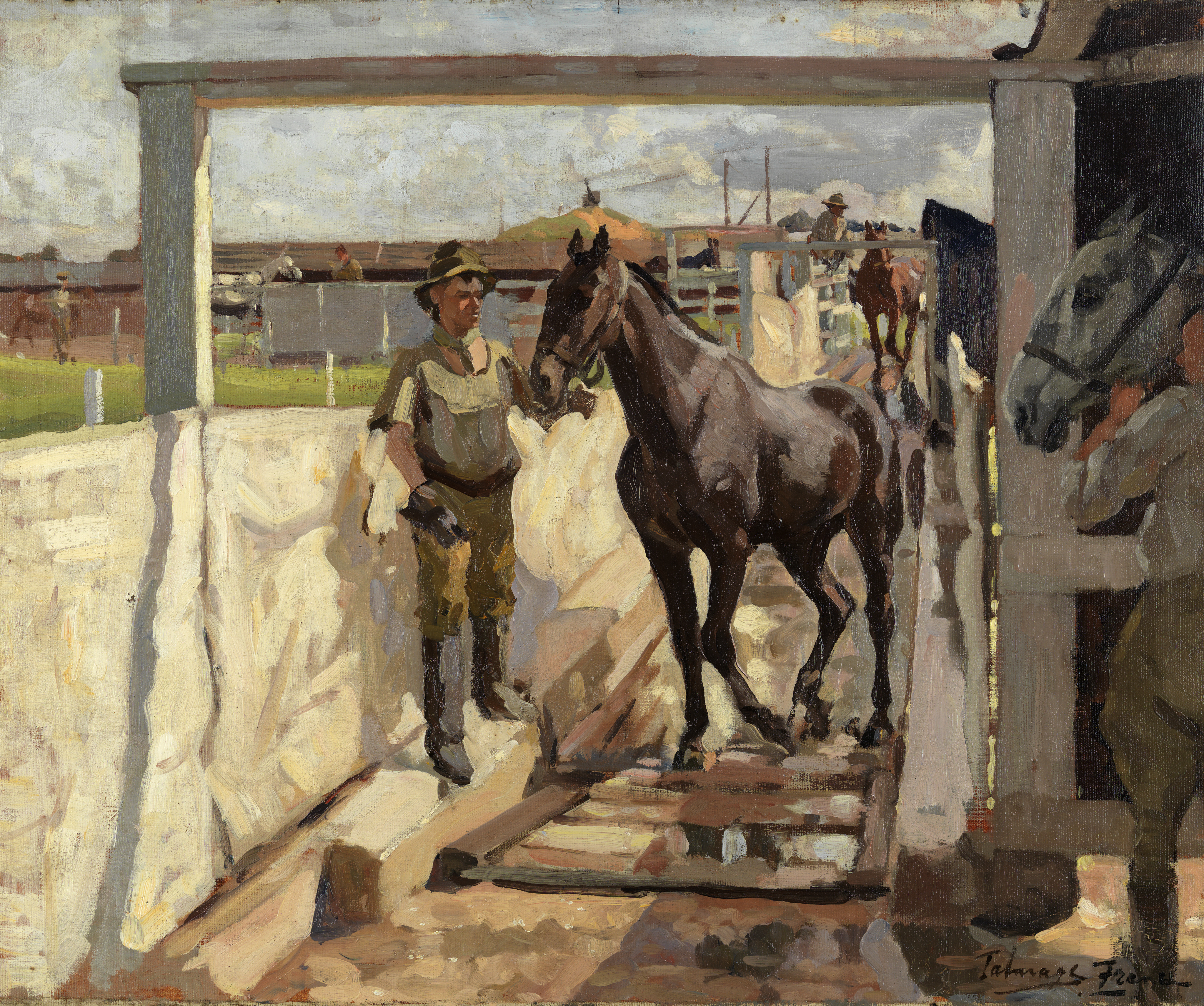
馬の疥癬の硫黄治療 (1917/1919) Canadian War Museum
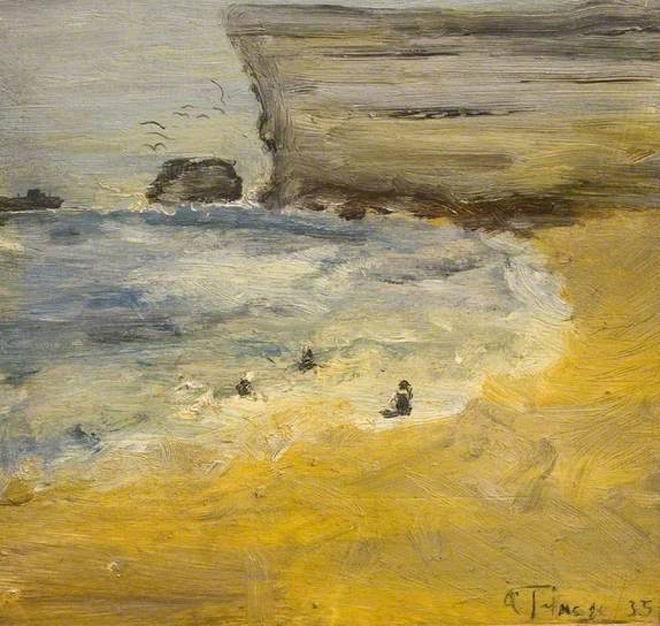
海岸 (1935)